# True View
True View ist das sechste Studioalbum der US-amerikanischen Hardcore-Band Stick to Your Guns, das am 13. Oktober 2017 über Pure Noise Records und End Hits Records erschien.
Es beherbergt dreizehn Titel und hat eine Gesamtspielzeit von 36 Minuten und 13 Sekunden. Die Liedtexte beschäftigen sich im Vergleich zu den Vorgänger-Alben der Band weniger um politische und sozialkritische Themen, sondern stellen eine musikalische Selbstreflexion der Musiker, insbesondere des Sängers Jesse Barnett dar.
Produziert wurde das Album von Derek Hoffman, der bereits Alben von The Flatliners, Silverstein und Boys Night Out eingespielt, in den JTM Studios in Granada Hills, Kalifornien während sich Will Putney, unter anderem bekannt durch seine Arbeiten mit Every Time I Die und Body Count, sich um das Mixing kümmerte.

## Entstehung und Veröffentlichung
Die Musiker bezogen am 1. Juni 2017 mit Produzent Derek Hoffman – der bereits mit Silverstein, den Flatliners und Boys Night Out arbeitete – die JTM Studios in Granada Hills im Bundesstaat Kalifornien, um mit den Aufnahmen für das Album zu beginnen. Nachdem die Aufnahmen abgeschlossen waren, übernahm Will Putney, der bereits mit Every Time I Die, The Amity Affliction und Body Count an den Reglern saß, das Mixing und Mastering.
Am 27. Juli 2017 wurde das Album, das den Namen True View trägt, für den 13. Oktober 2017 angekündigt. Am selben Tag wurde die Titelliste, sowie die erste Singleauskopplung The Sun, The Moon, The Truth: Penance of Self mitsamt Lyrics-Video veröffentlicht. Das Albumcover wurde vom ehemaligen Warriors-Musiker Donny Phillips, der sich bereits für die Plattenillustration des Vorgängers Disobedient aus dem Jahr 2015 verantwortlich zeigte in Zusammenarbeit mit Jesse Barnett entworfen.

## Albumausgaben
- Standard-CD im Jewelcase mit dreizehn Titeln
- Digipak-CD inklusive Live-DVD vom Vainstream Rockfest 2016, limitiert auf 2.000 Einheiten
- Vinyl-Ausgaben:
  - Bone/Black/Oxblood Splatter, limitiert auf 300 Einheiten (exklusiv im Webshop des Labels Pure Noise Records)
  - White/Bone/Brown, limitiert auf 300 Einheiten (exklusiv US Indie Retail)
  - Clear/Heavy Black Splatter, limitiert auf 300 Einheiten (Bandversion)
  - Black/White, limitiert auf 900 Einheiten
  - andere Farbversionen

## Titelliste

### Album
| #   | Titel                                           | Komponist(en)                                                                 | Länge | Anmerkungen                |
| --- | ----------------------------------------------- | ----------------------------------------------------------------------------- | ----- | -------------------------- |
| 1.  | 3 Feet from Piece                               | Jesse Barnett (Text) Derek Hoffman, Brayden Brown, Stick to Your Guns (Musik) | 2:11  |                            |
| 2.  | The Sun, The Moon, The Truth: „Penance of Self“ | Barnett (Text) Hoffman, Brown, Stick to Your Guns (Musik)                     | 3:19  | • 1. Single • Lyrics-Video |
| 3.  | Married to the Noise                            | Barnett (Text) Hoffman, Brown, Stick to Your Guns (Musik)                     | 3:08  | • 2. Single • Lyrics-Video |
| 4.  | Delinelle                                       | Barnett (Text) Hoffman, Brown, Stick to Your Guns (Musik)                     | 2:34  |                            |
| 5.  | Cave Canem                                      | Barnett (Text) Hoffman, Brown, Stick to Your Guns (Musik)                     | 2:56  |                            |
| 6.  | 56                                              | Barnett (Text) Hoffman, Brown, Stick to Your Guns (Musik)                     | 3:17  |                            |
| 7.  | The Inner Authority: „Realization of Self“      | Barnett (Text) Hoffman, Brown, Stick to Your Guns (Musik)                     | 2:32  |                            |
| 8.  | You Are Free                                    | Barnett (Text) Hoffman, Brown, Stick to Your Guns (Musik)                     | 2:16  |                            |
| 9.  | Doomed by You                                   | Barnett (Text) Hoffman, Brown, Stick to Your Guns (Musik)                     | 2:16  |                            |
| 10. | The Better Days Before Me                       | Barnett (Text) Hoffman, Brown, Stick to Your Guns (Musik)                     | 2:52  |                            |
| 11. | Owed Nothing                                    | Barnett (Text) Hoffman, Brown, Stick to Your Guns (Musik)                     | 3:21  |                            |
| 12. | Through the Chain Link                          | Barnett (Text) Hoffman, Brown, Stick to Your Guns (Musik)                     | 2:36  |                            |
| 13. | The Reach for Me: „Forgiveness of Self“         | Barnett (Text) Hoffman, Brown, Stick to Your Guns (Musik)                     | 3:03  |                            |

### Bonus-DVD: Live at Vainstream
| #   | Titel                        | Album             | Länge | Anmerkungen                  |
| --- | ---------------------------- | ----------------- | ----- | ---------------------------- |
| 1.  | Bringing You Down            | Diamond           | -:--  |                              |
| 2.  | Empty Heads                  | Diamond           | -:--  |                              |
| 3.  | Nobody                       | Disobedient       | -:--  |                              |
| 4.  | Such Pain                    | Diamond           | -:--  |                              |
| 5.  | What Choice Did You Give Us? | Disobedient       | -:--  |                              |
| 6.  | We Still Believe             | Diamond           | -:--  |                              |
| 7.  | We Choose Nothing            | Disobedient       | -:--  | • Gastauftritt von Wolf Down |
| 8.  | Nothing You Can Do to Me     | Disobedient       | -:--  |                              |
| 9.  | Amber                        | The Hope Division | -:--  |                              |
| 10. | Against Them All             | Diamond           | -:--  |                              |

## Thematik
Im Gegensatz zu früheren Werken der Band wurde der Fokus bei den Texten der Band nicht auf politische oder sozialkritische Themen gelegt. Die Texte fungieren in erster Linie als Selbstreflexion der Musiker, insbesondere von Sänger Jesse Barnett. In mehreren Interviews erzählte der Sänger, dass er in den vergangenen zwei Jahren mit diversen persönlichen und mentalen Problemen zu kämpfen hatte. So zog er Mitte des Jahres 2017 von Toronto zurück nach Los Angeles, nachdem seine Beziehung auseinandergebrochen war. Auch die Tatsache, dass er Probleme hat, Nähe zu Menschen aufzubauen, die nicht dieselben Lebensumstände haben wie er oder die Problematik Beziehungen aufrechtzuerhalten – was Barnett an dem häufigen touren ausmacht – führte zeitweise zu einem Status der persönlichen Leere. Es greift die Emotionen des Sängers auf, die ihn in den letzten Jahren begleitet haben, darunter Angst, Traurigkeit, aber auch um Vergebung, Loslassen und Selbstreflexion. Die auf dem Album vorhandenen Stücke The Sun, The Moon, The Truth: Penance of Self, The Inner Authority: Realization of Self und The Reach for Me: Forgiveness of Self stellt eine Trilogie innerhalb des Albums dar, dass die drei zu erreichenden Stufen auf Barnetts innerer Reise behandelt.
Es gibt auch vereinzelt gesellschaftskritische Texte wie zu dem Lied Cave Canem, in dem es um die Handlungen der Menschen und deren Auswirkungen auf die Umwelt und Natur. Auf die Frage, weshalb die Musiker sich entschieden haben, in Zeiten der Präsidentschaft von Donald Trump und dem weltweiten Erstarken des Nationalismus, antwortete Barnett, das es derzeit zu viele Hardcore-Bands gebe, die diese Thematik für sich entdeckt haben. Allerdings sieht der Sänger einen Zusammenhang zwischen der weltweiten politischen Situation und seinem Gemütszustand. Für Barnett war es wichtig ein persönlich gehaltenes Album zu erarbeiten, da er festgestellt hat, dass man zuerst mit sich im Reinen sein muss, um die Welt verändern zu können. Um diese Aussage zu festigen, zitierte er Liedzeile aus dem Lied Lookin Out for #1 der US-amerikanischen Rockband Death by Stereo.

„Sicher werden sich einige Leute fragen, warum es zur Zeit von Trump kein mehr politisches Album geworden ist. Aber man hört gerade von so vielen Bands aus der Hardcore- und Punkszene “Fuck Trump”, ich wollte jedoch etwas anderes bieten. Es ist natürlich nicht so, dass ich damit nicht einverstanden wäre, wenn jemand “Fuck Trump” sagt. Ich denke die ganze Welt ist sich mehr oder weniger einig, was diese Sache angeht. Jedoch habe ich das Gefühl, dass es für eine gesellschaftliche Veränderung enorm wichtig ist, bei sich selbst anzufangen. Death By Stereo haben es passend auf den Punkt gebracht: “Saving the world is great but I’ve got to save myself first”.“

„Es gibt dieses tolle Zitat von DEATH BY STEREO:
‚Saving the world is great, but I’ve got to save myself first.‘ Ich habe in den letzten zwei Jahren viele Dinge auf der Bühne gesagt, die ich auch so gemeint habe, aber fühlen konnte ich sie nicht. Ich kam mir fast wie ein Poser vor, da ich zu sehr mit mir selbst beschäftigt war. Ich habe mir deshalb sehr viel Druck gemacht, denn wir haben ein politisches Selbstverständnis, aber ich hatte einfach nichts Sinnvolles dazu zu sagen. Ich habe einiges falsch gemacht und musste erst mit Menschen über Dinge reden, die zu lange unausgesprochen waren. Ich habe meine eigene Reise hinter mir und die Person, die von dieser Reise zurückgekehrt ist, erst dann kann ich mich wieder um Dinge wie Politik kümmern.“

Im Opener 3 Feet from Piece ist eine Sprachnachricht von Barnetts Mutter zu Beginn des Liedes zu hören. Er begründete dies damit, dass seine Mutter die Person war, die ihm auf seinen Lebensweg am meisten geholfen hat und das Album von ihr inspiriert wurde.

## Promotion

### Musikvideos
Am 27. Juli 2017 wurde zeitgleich zur Albumankündigung, die erste Singleauskopplung The Sun, The Moon, The Truth: Penance of Self mitsamt Lyrics-Video veröffentlicht. Ungefähr drei Wochen vor dem angekündigten Release des Albums erschien zu dem Stück Married to the Noise ein offizielles Musikvideo.

### Konzertreisen
Zwischen dem 16. November und dem 10. Dezember 2017 absolviert die Gruppe eine Europatournee, die von Being as an Ocean und Silent Planet begleitet wird. Stationen der Konzertreise sind unter anderem Deutschland, Österreich und die Schweiz. Im Frühjahr 2018 folgt eine Tournee durch die Vereinigten Staaten und Kanada, die die Band zusammen mit Counterparts im Vorprogramm für die Architects bestreitet.

## Erfolg
True View ist das dritte Album der Band in Folge, das in den US-amerikanischen Albumcharts einsteigen konnte. In Deutschland stieg es auf Platz 16 ein und ist nach dem 2015 veröffentlichten Disobedient das zweite Werk der Gruppe in den deutschen Charts. Erstmals landeten Stick to Your Guns eine Notierung in der Schweiz.
Laut einem Artikel des US-amerikanischen Musikmagazins Billboard verkaufte sich das Album 8,000 mal in den Vereinigten Staaten innerhalb der ersten Verkaufswoche.
| ChartsChartplatzierungen       | Höchstplatzierung | Wochen |
| ------------------------------ | ----------------- | ------ |
| Deutschland (GfK)              | 16 (1 Wo.)        | 1      |
| Schweiz (IFPI)                 | 73 (1 Wo.)        | 1      |
| Vereinigte Staaten (Billboard) | 71 (1 Wo.)        | 1      |

### Auszeichnungen
- Rock Sounds 50 Alben des Jahres 2017
  - Platz 14[13]

## Pressestimmen
Christian Heinemann vom deutschen FUZE Magazine schreibt, dass die Musiker sich im Vergleich zur 2016 herausgegebenen EP Better Ash Than Dust wieder auf emotionale und persönliche Themen konzentrieren. Dazu zeige sich die Musik, so Heinemann, sehr abwechslungsreich. So beschreibt er Lieder wie The Sun, the Moon, the Truth: ,Penance of self als „doomig“ und Cave Canem als „thrashig“. 56 erinnere an Thrice; The Reach for Me: Forgiveness of Self an Barnetts Nebenprojekt Trade Wind. Das Album zeige zu welcher vielseitigen Band Stick to Your Guns herangereift ist. Dominik Winter vom deutschen Metal Hammer beschreibt das Album trotz der Kontraste zwischen „Bollo-Breakdowns und Singalongs“, sowie „Refused- bzw. Machine-Head-Phrasierungen“ als überraschungsarm. Auch wenn das Album glatt herüberkomme und Gefahr laufe, sich schnell abzunutzen, so ist sich Winter sicher, dass Stücke wie 56 oder The Reach For Me: Forgiveness Of Self problemlos im Radio oder auf Stadionbühnen problemlos neben Rise Against und 30 Seconds to Mars bestehen können. Manuel Berger von Laut.de nennt die musikalische Stimmung auf True View recht aggressiv. So schrammen „die Gitarristen mit eingestreuten Melodien und Disharmonien“ haarscharf am Metalcore vorbei. Gerade durch die Produktion, die der Rezensent als knallhart bezeichnet, kommen die Riffbrecher gut zur Geltung. Schlagzeuger George Schmitz hingegen beweise bereits im Opener 3 Feet from Piece wie man an einer simplen Powerchord-Passage Epik verleihen kann. Als einzigen Wermutstropfen bezeichnet Berger das letzte Lied des Albums, The Reach For Me: Forgiveness Of Self welcher stilistisch aus dem Rahmen fällt und eine leichtere Richtung einschlägt, was das Stück austauschbar mache.
Connor Atkinson vom kanadischen Exclaim! schreibt, dass True View einladend und entgegenkommend sei. Bereits der Opener zeige dem Hörer, wofür die Band stehe: ehrliche Texte, eingängige vom Punk beeinflusste Melodien, sowie eine zugängliche Annäherung an den West Coast Hardcore. Während Barnett's Open-Book-Methode seiner lyrischen Verletzbarkeit in Stücken wie Doomed by You der Performance der Gruppe zugutekommt, wirkt ebendiese an anderen Stellen deplatziert und wäre in Barnetts Post-Punk-Nebenprojekt Trade Wind besser aufgehoben. Alles in allem, so Atkinson, habe die Band ihren Fans eine Kollektion guter Lieder geboten; so ist 56 radiotauglich, während Cave Canem ein Kind der Liebe aus den besten Stücken der Bands Ignite und Terror sein könnte.